# Принцесса Тенко
Принцесса Тенко (настоящее имя Марико Итакура (яп. 板倉 満里子); 29 июня 1959, Араи, Ниигата, Тюбу, Япония) — японская иллюзионистка, также известна как поп-певица, театральный и кинорежиссер, видео фотограф и художник. Председатель магии в Японской Ассоциации по Международному Обмену (JPMA).

## Начало карьеры
С 1976 года она училась у японского иллюзиониста Тенко Хикита (яп. 引田 天功). Её дебют, как певицы под сценическим псевдонимом Мари Асакадзэ (яп. 朝風まり), состоялся в 1978 году на телеканале Fuji TV; она с группой пела и показывала магические фокусы. После смерти Тенко Хикита, с 1980 года, спонсоры признали её второй Тенко, она переняла его мантию, хотя кроме неё у Хикиты было ещё несколько учеников.
Известность к ней пришла после выступления в Северной Америке в Мюзик-холле Радио-сити в 1994 году. Это выступление сделало её настолько известной, что она стала прототипом для создания мультсериала «Принцесса Тенко и хранители Магии» 1995 года, Mattel выпустила линию кукол, названных в её честь, а сама Марико Итакура в 1996 году стала почетным послом доброй воли Африканского фонда охраны диких животных (African Wild Animal Conservation Fund).
В 1998 году она посещала Пхеньян во время фестиваля дружбы и искусства. После этого посещения она стала предметом спора, некоторые утверждали, что эта поездка была главным образом совершена для встречи с Ким Чен Иром, но сама артистка в интервью это отрицала. В 2000 году она снова посещала Северную Корею, ей даже было предложено там остаться, но она отказалась. Северокорейский лидер даже построил в её честь театр в Пхеньяне. В декабре 2011 года она была приглашена на похороны Ким Чен Ира, но Итакура вежливо отказалась.
24 июля 2007 года едва не погибла на арене — что-то пошло не так во время выполнения опасного трюка, который до этого всегда идеально удавался: по сценарию фокусницу запирают в деревянный ящик, после чего по истечении определенного времени его пронзают десятью остро отточенными мечами. В тот раз Марико Итакуре не удалось вовремя выбраться из ящика и все клинки воткнулись в её тело. Девушке удалось спастись по чистой случайности — один меч совсем немного не достал до глаза и было повреждено несколько ребер, но смертельных ран удалось избежать. После этого она ещё полчаса продолжала выступление и только потом прервала его.

## Другое
В 1998 году Марико Итакура опубликовала книгу «Магическая книга, том 1: Основы». В 2011 году книга разошлась на iPad в электронном виде, все средства от продажи электронной версии были переданы как пожертвования пострадавшим от землетрясения на Востоке.
Марико Итакура была очень близко знакома с Майклом Джексоном и, как и он, стала участвовать в аукционах, и вскоре стала известной коллекционеркой:
- Автомашина Джона Леннона, за рулем которой он сидел в фильме «Имэджин», была продана на аукционе Julien’s Auctions в Лас-Вегасе, обладательницей этого автомобиля стала Принцесса Тенко, заплатившая за неё 84 тыс. фунтов стерлингов (около 150 тыс. долларов).
- Также она привлекла к себе внимание после покупки чемодана Мэрилин Монро.